# バトル・オブ・シリコンバレー
『バトル・オブ・シリコンバレー』（原題: Pirates of Silicon Valley）は1999年にアメリカで製作されたドキュメンタリータッチのテレビ映画である。作品自体高い評価を受けてプライムタイム・エミー賞 作品賞 (テレビ映画部門)にノミネートされた。

## ストーリー
Appleの設立者であるスティーブ・ジョブズと、マイクロソフトの設立者であるビル・ゲイツのストーリーを描く、コンピュータ業界の話題を上手に演出したドラマ。アップルがMacintoshを作るに至った経緯、その後なぜ、どのようにしてジョブズは退陣したのか、なぜここまでマイクロソフトのビルゲイツが巨大に成長していったのかをドラマに仕立てている。

## スタッフ
- 原作 :  ポール・フレイバーガー （Paul Freiberger） ＆ マイケル・スウェイン （Michael Swaine）
- 監督 :  マーティン・バーク （Martyn Burke）
- 製作総指揮 スティーヴン・ハフト （Steven Haft） ＆ ニック・ロンバルド （Nick Lonbardo） ＆ ジョセフ・ドゥハーティ（Joseph Dougherty）
- 製作 :  リアンヌ・ムーア （Leanne Moore）
- 脚本 :  マーティン・バーク （Martyn Burke）
- 撮影 : オウサマ・ラーウィ （Ousama Rawi）
- 音楽 : フランク・フィッツパトリック （Frank Fitzpatrick）

## キャスト
- スティーブ・ジョブズ (Steve Jobs)：ノア・ワイリー（Noah Wyle）
- ビル・ゲイツ (Bill Gates)：アンソニー・マイケル・ホール（Anthony Michael Hall）
- スティーブ・ウォズニアク（ウォズ）：ジョーイ・スロトニック（Joey Slotnick）
- スティーブ・バルマー：ジョン・ディマジオ（John Di Maggio）
- ポール・アレン：ジュッシュ・ホプキンス（Josh Hopkins）
- アイリーン：ジェマ・ザンプローニャ（Gema Zamprogna）
- ジョン・ギルモア：ボディ・エルフマン （Bodhi Elfman）
- マイク・マークラ（intel）：ジェフリー・ノードリング（Jeffrey Nordling）
- ジョン・スカリー（ペプシからヘッドハンティングされた社長）：アラン・ロイヤル（Allan Royal）
- リドリー・スコット：ジョン・ハーズラー（John Hertzler）
- ゼロックスのデザイナー：ニコラス・ワイルド（Nicholas Wilde）
- ゼロックスのプロジェクトマネージャー：ホリー・ルイス（Holly Lewis）